# Lokális csoport (néprajz)
A lokális csoport a néprajzban és a szociálantropológiában használt fogalom azokra a tágabb kereteken (nemzeten, nyelvközösségen, etnikai csoporton stb.) belüli csoportokra, amelyek földrajzilag jól körülhatárolható helyen élnek. A kifejezés a 19. század végi angolszász etnológiai irodalomban bukkant fel (local group).
A lokális csoport tagjai akár meglévő kulturális jegyek, akár pusztán identitástudatuk alapján megkülönböztetik magukat más hasonló csoportoktól, és ezen különállásukat a külvilág is elismeri, többnyire csoportnév alkalmazásával is (felvégiek, angyalföldiek, rittyótelepiek stb.). Ilyen lokális csoportok lehetnek a természeti népeknél az egyes, leszármazási és/vagy rokonsági alapon szerveződő zsákmányoló közösségek, vagy modern társadalmunkban a településegységek, lakóhelyek szerinti közösségek, szűkebb értelemben a több családot magukban foglaló szomszédsági csoportok. A lokális csoportot a vérségi, rokonsági, területi stb. összetartozás-tudaton kívül jellemzi a közösségi önkormányzás valamely elemi formája (vének tanácsa[forrás?], kalandos társulat, lakógyűlés stb.). 
Gyakran egyéb csoportjellemzővel is leírhatóak és lokáliscsoport-jellegük csupán másodlagos: identitástudatukat nem az adott közösségen belüli területi, hanem vagyoni, felekezeti, foglalkozásbeli stb. elkülönülésük táplálja, amelynek csupán következménye a közösségszerveződéssel járó területi elkülönülés. Példákkal érzékeltetve: a hagyományos magyar falu polgárosultabb lakói és vezető személyiségei igyekeztek a templom körül kialakult faluközpontban lakóhelyet vásárolni, és így alkottak lokális csoportot; nagyvárosokban ismertek a tipikusan művészek, ügyvédek, zsidók, kínaiak stb. lakta városrészek. A tisztán lokális csoportok ilyen, magasabb szintű csoportjellemzővel nem rendelkeznek, illetve csak az átfogóbb társadalmi alakulat részeiként értelmezhetőek lokális csoportként (a magyarországi görögök és nem a beloiannisziak lokális csoportja a beloianniszi görögöké; stb.).
A magyar néprajztudományban mindemellett lokális csoport kifejezéssel illetik egyazon tárgyféleség regionális megjelenési formáit is: például a magyar férfi fejviselet lokális csoportjai az alföldi pörgekalap, a bakonyi kanászkalap, a matyó csúcsos kalap stb.